# Matela (Vimioso)
Matela is een plaats (freguesia) in de Portugese gemeente Vimioso en telt 338 inwoners (2001).